# Kanał Ludomicki
Kanał Ludomicki – ciek o długości 6,7 km zlokalizowany w gminach Ryczywół i Połajewo, dopływ Kanału Kończak. Kanał ma charakter antropogeniczny i został wykopany około 1906, celem odwodnienia Bagna Chlebowo (eksploatacja torfu).
Początkowo płynie po południowej stronie zabudowań Lipy. Następnie na północ od terenów Bagna Chlebowo, które odwadnia, wraz z drugim (bezimiennym) kanałem. W lasach Puszczy Noteckiej, na południe od rozproszonych zabudowań Ludomicka skręca na północ. Uchodzi do Kanału Kończak na 14,7 km jego długości. W 2004 przeprowadzono na Kanale prace melioracyjne.